# 속구
속구(速球) 또는 패스트볼(Fastball)은 야구에서 가장 흔하고 일반적인 투구의 구종으로서 다른 구종에 비해 가장 직선에 가깝고 빠르게 날아가는 공이다.

## 특징
‘파워 피처(Power Pitcher)’로 불리는 투수들은 150~160km/h의 속구를 던질 수 있으며, 이를 통해 타자가 공을 치지 못하게 한다. 직구의 효과는 타자가 공을 볼 수 있는 시간을 줄이는 것으로 나타나며, 150km/h가 넘는 강속구를 제때 맞추려면 통상 공이 투수의 손을 떠난 뒤 0.3 초 안에 방망이를 휘두를 시기와 위치를 결정해야 하기 때문에 가장 간단하면서도 가장 위력적인 공이 된다.

## 종류

### 사이드암 패스트볼
사이드암의 패스트볼은 옆으로 던지기 때문에 투심 형태의 움직임을 보이며  구불거리는 움직임 때문에 뱀직구라고 부른다.